# Argentina i olympiska vinterspelen 1992
Argentina deltog med 20 deltagare vid de olympiska vinterspelen 1992 i Albertville. Ingen av landets deltagare erövrade någon medalj.